# Lake Elmo (Minnesota)
Lake Elmo es una ciudad ubicada en el condado de Washington en el estado estadounidense de Minnesota. En el Censo de 2010 tenía una población de 8069 habitantes y una densidad poblacional de 127,89 personas por km².

## Geografía
Lake Elmo se encuentra ubicada en las coordenadas 44°59′16″N 92°54′35″O / 44.98778, -92.90972. Según la Oficina del Censo de los Estados Unidos, Lake Elmo tiene una superficie total de 63.09 km², de la cual 57.62 km² corresponden a tierra firme y (8.67%) 5.47 km² es agua.

## Demografía
Según el censo de 2010, había 8069 personas residiendo en Lake Elmo. La densidad de población era de 127,89 hab./km². De los 8069 habitantes, Lake Elmo estaba compuesto por el 92.34% blancos, el 0.81% eran afroamericanos, el 0.35% eran amerindios, el 3.3% eran asiáticos, el 0.01% eran isleños del Pacífico, el 1.33% eran de otras razas y el 1.87% pertenecían a dos o más razas. Del total de la población el 3.46% eran hispanos o latinos de cualquier raza.